# Liste der Kulturgüter in Martigny
Die Liste der Kulturgüter in Martigny enthält alle Objekte in der Gemeinde Martigny im Kanton Wallis, die gemäss der Haager Konvention zum Schutz von Kulturgut bei bewaffneten Konflikten, dem Bundesgesetz vom 20. Juni 2014 über den Schutz der Kulturgüter bei bewaffneten Konflikten sowie der Verordnung vom 29. Oktober 2014 über den Schutz der Kulturgüter bei bewaffneten Konflikten unter Schutz stehen.
Objekte der Kategorien A und B sind vollständig in der Liste enthalten, Objekte der Kategorie C fehlen zurzeit (Stand: 1. Januar 2023).

## Kulturgüter
| Foto |                                                                                    | Objekt | Kat. | Typ | Standort                                           | Beschreibung |
| ---- | ---------------------------------------------------------------------------------- | --- | ---- | --- | -------------------------------------------------- | ------------ |
| ja   | Datei hochladen · Wikidata zu Burgruine La Bâtiaz (Q1012791)                       | Ruinen der Burg Bâtiaz / Ruines du château de la Bâtiaz KGS-Nr.: 06832                                                                                              | A    | G   | Chemin du Château 571436 / 106012                  |              |
| ja   | Datei hochladen · Wikidata zu Fondation Pierre Gianadda (Q687778)                  | Fondation Pierre Gianadda KGS-Nr.: 09384 | A    | S   | Rue du Forum 59 571551 / 104914                    |              |
| ja   | Datei hochladen · Wikidata zu Forum Claudii Valensium (Q2844412)                   | Forum Claudii Valensium, römische Stadt, mittelalterliche und moderne Stadt / Forum Claudii Valensium, ville romaine, ville médiévale-époque moderne KGS-Nr.: 09700 | A    | F   | 571799 / 105301                                    |              |
| ja   | Datei hochladen · Wikidata zu Kirche Notre-Dame des Champs (Q29892272)             | Kirche Notre-Dame des Champs / Église Notre-Dame des Champs KGS-Nr.: 06836                                                                                          | B    | G   | Rue de l’Église 2 571789 / 105524                  |              |
| ja   | Datei hochladen · Wikidata zu Rathaus der Stadt Martigny (Q29892278)               | Rathaus / Hôtel de Ville KGS-Nr.: 06838 | B    | G   | Rue de l’Hôtel de Ville 1 571723 / 105542          |              |
| ja   | Datei hochladen · Wikidata zu Kapelle der Muttergottes der 7 Schmerzen (Q29892280) | Kapelle der Muttergottes der sieben Schmerzen / Chapelle Notre-Dame des Sept Douleurs KGS-Nr.: 06839                                                                | B    | G   | La Bâtiaz, Chemin de la Chapelle 8 571484 / 105974 |              |
| ja   | Datei hochladen · Wikidata zu Gedeckte Brücke über die Dranse (Q29892281)          | Gedeckte Brücke über die Dranse / Pont couvert sur la Drance KGS-Nr.: 06840                                                                                         | B    | G   | La Bâtiaz 571571 / 106002                          |              |
| ja   | Datei hochladen · Wikidata zu Das Herrenhaus (Haus Ganioz) (Q29892283)             | Herrenhaus (Haus Ganioz) / Le Manoir (maison Ganioz) KGS-Nr.: 06841                                                                                                 | B    | G   | Rue de la Dranse 3 571657 / 105722                 |              |
| ja   | Datei hochladen · Wikidata zu Haus von Saint-Bernard (Q29892286)                   | Haus Saint-Bernard (Propstei) / Maison du Saint-Bernard (prévôté) KGS-Nr.: 06842                                                                                    | B    | G   | Rue de l’Hôtel de Ville 18 571759 / 105470         |              |
| ja   | Datei hochladen · Wikidata zu Haus Supersaxo (Q29892289)                           | Haus Supersaxo / Maison Supersaxo KGS-Nr.: 06843 | B    | G   | Rue des Alpes 1 571860 / 105479                    |              |
| BW   | Datei hochladen                                                                    | Fondation B. et S. Tissières KGS-Nr.: 08745 | B    | S   | Avenue de la Gare 6 571804 / 105671                |              |
| ja   | Datei hochladen · Wikidata zu Museum der Erdwissenschaften (Q27485044)             | Banque Tissières KGS-Nr.: 17294 | B    | G   | Avenue de la Gare 6 571799 / 105677                |              |
| BW   | Datei hochladen                                                                    | Pfarrkirche Saint-Michel / Église paroissiale Saint-Michel KGS-Nr.: 17295                                                                                           | B    | G   | Rue de Rosseltan 9 570957 / 104837                 |              |
| BW   | Datei hochladen                                                                    | Haus Luy / Maison Luy KGS-Nr.: 17296 | B    | G   | Rue de la Dranse 8 571613 / 105800                 |              |
| BW   | Datei hochladen                                                                    | Garage Balma KGS-Nr.: 17297 | B    | G   | Rue Marc Morand 11 571657 / 105800                 |              |
| BW   | Datei hochladen                                                                    | Villa Jules Torrione KGS-Nr.: 17298 | B    | G   | Avenue du Grand-Saint-Bernard 55 571357 / 104952   |              |
| ja   | Datei hochladen · Wikidata zu Martigny–Châtelard-Bahn (Q667772)                    | Martigny-Châtelard-Bahn / Ligne du Martigny–Châtelard KGS-Nr.: 17299                                                                                                | B    | G   | La Verrerie 72, 76a 569563 / 108912                |              |
| BW   | Datei hochladen                                                                    | Villa Calpini KGS-Nr.: 17300 | B    | G   | Rue Marc Morand 6 571724 / 105742                  |              |
| BW   | Datei hochladen                                                                    | Auberge de la Grand’Maison KGS-Nr.: 17301 | B    | G   | Rue du Manoir 14 571996 / 105689                   |              |
| BW   | Datei hochladen                                                                    | Mühle von Semblanet / Moulin de Semblanet KGS-Nr.: 17302 | B    | G   | Rue des Moulins 11 570893 / 104404                 |              |
| BW   | Datei hochladen                                                                    | Haus Yergen / Maison Yergen KGS-Nr.: 17303 | B    | G   | Rue de l’Hôtel de Ville 3 571744 / 105522          |              |
| BW   | Datei hochladen                                                                    | Haus Mathilde Morand / Maison Mathilde Morand KGS-Nr.: 17304 | B    | G   | Rue de la Dranse 20 571604 / 105800                |              |
| BW   | Datei hochladen                                                                    | Villa Bessard KGS-Nr.: 17305 | B    | G   | Avenue du Grand-Saint-Bernard 18 571495 / 105339   |              |
| BW   | Datei hochladen                                                                    | Villa Antoine Torrione KGS-Nr.: 17306 | B    | G   | Avenue du Grand-Saint-Bernard 20 571468 / 105307   |              |
| BW   | Datei hochladen                                                                    | Villa Couchepin KGS-Nr.: 17307 | B    | G   | Avenue du Grand-Saint-Bernard 37 571496 / 105127   |              |
| BW   | Datei hochladen                                                                    | Villa Torrione les Magnolias KGS-Nr.: 17308 | B    | G   | Avenue du Grand-Saint-Bernard 8 571584 / 105487    |              |
| BW   | Datei hochladen                                                                    | Villa Louis Morand KGS-Nr.: 17309 | B    | G   | Place de Plaisance 2 571570 / 105473               |              |
| BW   | Datei hochladen                                                                    | Villa Arlettaz KGS-Nr.: 17310 | B    | G   | Rue d’Oche 1 571557 / 105286                       |              |
| BW   | Datei hochladen                                                                    | Villa des Cèdres KGS-Nr.: 17311 | B    | G   | Rue des Cèdres 1 571714 / 105875                   |              |
| BW   | Datei hochladen                                                                    | Villa Spagnoli KGS-Nr.: 17312 | B    | G   | Rue des Écoles 1 571628 / 105568                   |              |
| BW   | Datei hochladen                                                                    | Villa Tissières KGS-Nr.: 17313 | B    | G   | Rue du Grand-Verger 1 572046 / 105573              |              |
| BW   | Datei hochladen                                                                    | Ehemaliges Gemeindehaus, Uhrenmuseum / Ancienne maison de commune, maison de l’horloge KGS-Nr.: 17314                                                               | B    | G   | Rue du Bourg 35 571026 / 104397                    |              |
| BW   | Datei hochladen                                                                    | Primarschule / École primaire KGS-Nr.: 17315 | B    | G   | Rue des Écoles 4 571483 / 105649                   |              |
| BW   | Datei hochladen                                                                    | Priorat / Prieuré KGS-Nr.: 17316 | B    | G   | Rue de l’Hôtel de Ville 5 571789 / 105495          |              |
| BW   | Datei hochladen                                                                    | Villa Alfred Tissières KGS-Nr.: 17317 | B    | G   | Rue du Simplon 4 571865 / 105572                   |              |
| BW   | Datei hochladen                                                                    | Ehemalige Krankenstation / Ancienne infirmerie KGS-Nr.: 17318 | B    | G   | Rue de l’Hôpital 14 571434 / 105377                |              |
| BW   | Datei hochladen                                                                    | Ehemaliges Vidomnat, Hotel des Trois Couronnes / Ancien vidomnat, hôtel des Trois Couronnes KGS-Nr.: 17319                                                          | B    | G   | Place du Bourg 8 571150 / 104521                   |              |
| BW   | Datei hochladen                                                                    | Friedhof / Cimetière KGS-Nr.: 17320 | B    | G   | Chemin du Vivier 572102 / 104986                   |              |